# Kiss Bálint (festő)

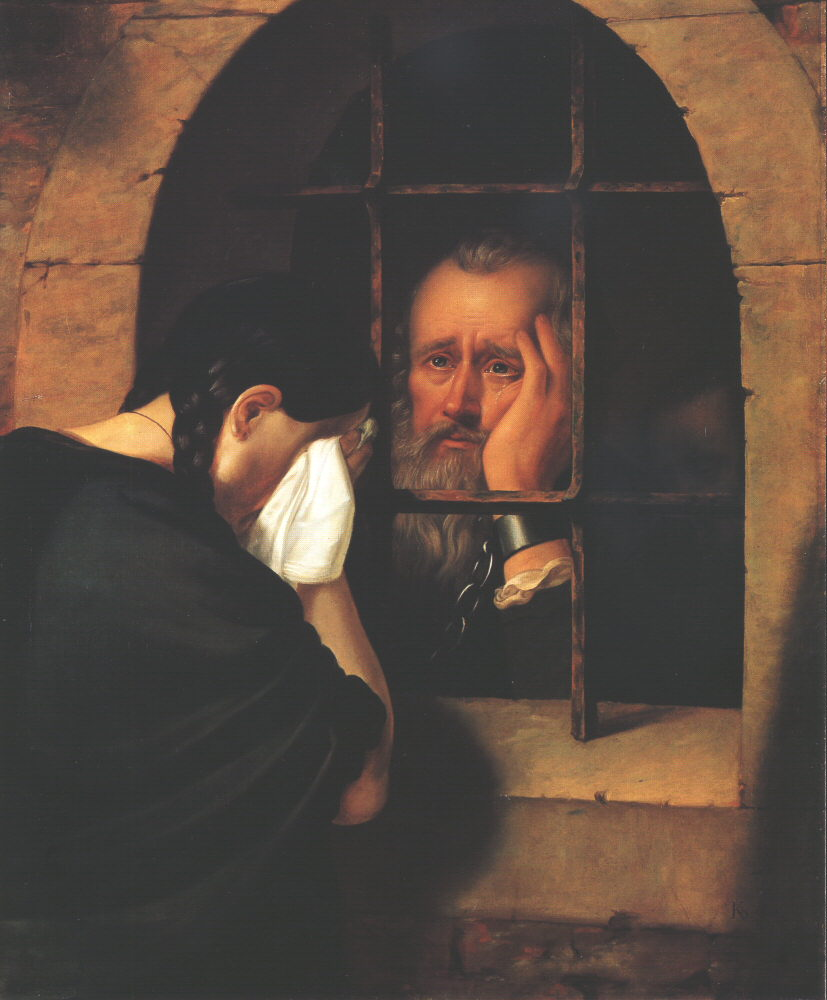
Jablonczay Pethes János búcsúja leányától a leopoldvári börtönben 1674-ben

Kiss Bálint (Szentes, 1802. december 29. – Pest, 1868. január 27.) festőművész, grafikus. Kiss Bálint (1772–1853) református lelkész, történész, pedagógus fia.

## Életpályája
Alsóbb iskoláit Debrecenben végezte, majd 1827-ben, Bécsben a képzőművészeti akadémia hallgatója lett, ahol közeli barátságba került Barabás Miklóssal. 1830-ban Szentesen telepedett le, ahol arcképfestésből próbált megélni. Mivel nem kapott elég megrendelést, vándorolni kezdett az országban, majd 1834-ben Debrecenbe költözött. 1837-ben – feltehetően Barabás Miklós fővárosi sikerének hatására – Pesten telepedett le és néhány rövid tanulmányúttól eltekintve haláláig itt élt. Hogy megélhetését biztosítani tudja, szinte bármilyen festői munkát elvállalt. Arcképeket, oltárképeket, tájképeket és életképeket is festett. A Nemzeti Színház ismert színészeiről ceruza- és szénrajzokat készített, melyek a Honművész című lapban jelentek meg. 1840-ben a Pesti Műegylet első kiállításán három arcképpel és egy életképpel szerepelt. 1841-ben már két történelmi témájú képet is bemutatott. Mint a pesti művészeti élet közismert szereplőjét 1843-ban kinevezték a Magyar Képtár felügyelőjévé és rendezőjévé. Tisztsége ellátása mellett továbbra is szerepelt kiállításokon. 1846-ban állította ki egyik legismertebb művét, a 17. századi eseményt feldolgozó, de a 19. századi jelenre célzó Jablonczay Pethes János búcsúja leányától a leopoldvári börtönben 1674-ben című képét. A kép nem kiemelkedő művészeti alkotás – ki is érdemelte Henszlmann Imre szigorú bírálatát – a kiállítás látogatói körében azonban nagy sikert aratott. Feltehetően ez a siker is közrejátszott abban, hogy 1847-ben a Magyar Nemzeti Múzeum képtárának őre és restaurátora lett és ő rendezhette a múzeum első képkiállítását. 1850-ben a szabadságharcban és a forradalom előtti reformmozgalmakban való részvétele miatt elbocsátották, állását 1861-ben kapta vissza. 1853-ban az ő kőnyomatos illusztrációival jelent meg Pesten apja Magyar régiségek című négykötetes őstörténeti műve. Haláláig még számos, elsősorban életképszerű, történelmi tárgyú képet festett. Akadémikus stílusú, hazafias érzelemről tanúskodó festményeit szerény művészi színvonal jellemzi.

## Főbb művei
- Tisza Lajos és családja (festmény, 1840)
- Szent János (oltárkép, nagycenki templom)
- Jablonczy Pethes János búcsúja leányától a leopoldvári tömlöcben (1846)
- Tornavár látképe
- Eltévedt huszár őrszem (1851)
- Hunyadi a rigómezei csata után (1852)
- Dobó István (1841)
- Nagy Lajos a velencei követet fogadja
- Csatajelenet (papír, ceruza 222 mm x 411 mm, 1856-1860, MNG)
- Dobó Katica (1858)